# Monika Seck-Agthe
Monika Seck-Agthe (* 1954 in Hamburg) ist eine deutsche Autorin und Journalistin. Nach dem Drehbuch von Arend Agthe und dem gleichnamigen Film  Flussfahrt mit Huhn (1984) schrieb sie zusammen mit Agthe 1987 den Kinderroman Flussfahrt mit Huhn, der auch als Hörbuch herausgegeben wurde.

## Leben
Die gebürtige Hamburgerin lebt heute an ihrem Studienort Frankfurt am Main. Sie legte 1979 ihr Examen in den Fächern Sonderpädagogik und Heilpädagogik sowie Kunsterziehung ab. Seither arbeitete sie als freie Autorin und Journalistin für Zeitschriften wie Eltern und Spielen und Lernen, Buchverlage, wobei ihr Hauptaugenmerk auf Kinder und Frauen gerichtet ist, und für das deutsche Kinderfernsehen. Monika Seck-Agthe war bis 1998 mit dem Filmemacher Arend Agthe verheiratet. Beide verfassten 1987 zusammen den   Kinderroman Flussfahrt mit Huhn nach dem Drehbuch von Arend Agthe (1983) und  dem daraus entstandenen Film Flussfahrt mit Huhn (1984).  Das Buch wurde von Klaus Fischer illustriert.  Außerdem schrieben sie zusammen die Drehbücher für die Spielfilme Küken für Kairo und Der Sommer des Falken.

## Werke

### Bücher
- Bärbel Maiwurm, Monika Seck-Agthe (Hrsg.): Neun Monate. Ein Lesebuch-Kalender mit Informationen, Geschichten und Bildern, mit Platz für Notizen und Gedanken. Frauenbuchverlag, München 1981, ISBN 3-921040-95-7.
- Mein Bruder hat grüne Haare. (1981. Abdruck in verschiedenen Schulbüchern, z. B. im Das Hirschgraben-Sprachbuch des Cornelsen Verlags, in ausländischen Deutschlernbüchern sowie in der Anthologie Dem Frieden entgegen. Ein Lesebuch mit 100 Texten aus 5 Jahrhunderten, das 1989 bei Langenscheidt erschien.)
- Monika Seck-Agthe: Morella. Eine Geschichte von zwei Freundinnen und einer richtigen Liebe (= Rororo-Rotfuchs. Band 348). Original-Ausgabe Auflage. Rowohlt Verlag, Reinbek bei Hamburg 1983, ISBN 3-499-20348-0.
- Monika Seck-Agthe (Text), Norman Junge (Illustrationen): Lehn dich an und träume. Geschichten für aufgeweckte Kinder. Beltz & Gelberg, Weinheim/Basel 1985, ISBN 3-407-80295-1.
- Monika Seck-Agthe: Ich will mit dir gehen. Eine Liebesgeschichte (= Rororo-Rotfuchs. Band 392). 1. Auflage. Rowohlt Verlag, Reinbek bei Hamburg 1985, ISBN 3-499-20392-8.
- Arend Agthe, Monika Seck-Agthe: Flußfahrt mit Huhn. vgs, Köln 1987, ISBN 3-8025-5038-2 (spätere Ausgaben Titelschreibweise: Flussfahrt mit Huhn).
- Monika Seck-Agthe: Pink Flamingo (= Ravensburger junge Reihe). 1. Auflage. Ravensburger Buchverlag Otto Maier, Ravensburg 1987, ISBN 3-473-35084-2.
- Monika Seck-Agthe: Liebe ist was Grosses (= Ravensburger junge Reihe). Ravensburger Buchverlag Otto Maier, Ravensburg 1988, ISBN 3-473-35093-1 (spätere Taschenbuchausgabe Titelschreibweise: Liebe ist was Großes).
- Jürgen Starbatty: Der Sommer des Falken. Nach einer Filmgeschichte von Arend Agthe und Monika Seck-Agthe. vgs, Köln 1990, ISBN 3-8025-5058-7.
- Monika Seck-Agthe: Felix, der glückliche Stubenhocker. Sauerländer, Aarau, Frankfurt am Main, Salzburg 1991, ISBN 3-7941-3410-9.
- Monika Seck-Agthe: Wer hat meine Eltern gestohlen? 1. Auflage. Arena, Würzburg 1993, ISBN 3-401-04460-5.
- Monika Seck-Agthe: Totales Kribbeln im Bauch (= Lesesommer). 1. Auflage. Ravensburger Buchverlag Otto Maier, Ravensburg 1994, ISBN 3-473-51907-3 (Neuauflage als Ravensburger Taschenbuch. Reality Band 8052).
- Monika Seck-Agthe: Nackt vorm Spiegel. Roman. Verlassen – na und? Nr. 13298. Fischer-Taschenbuch-Verlag, Frankfurt am Main 1997, ISBN 3-596-13298-3.
- Monika Seck-Agthe, Friedrich Dönhoff, Cordula Petersen: Warum ich? Dokumentation | Verlag: Hoffmann&Campe ISBN 978-3-455-50185-8

### Mitwirkung an Drehbüchern
- 1985: Küken für Kairo
- 1987/88: Der Sommer des Falken

## Preise
- Hans-im-Glück-Preis 1988 für Liebe ist was Großes